# 1727 en France
Chronologie de la France
- 1723
- 1724
- 1725
- 1726
- 1727
- 1728
- 1729
- 1730
- 1731

Cette page concerne l’année 1727 du calendrier grégorien.

## Événements
- 22 février : les Espagnols mettent le siège devant Gibraltar[1]. Les Britanniques demandent à la France d’intervenir.

- 3 mai : inhumation du diacre janséniste Pâris au cimetière de Saint-Médard à Paris. Miracles sur sa tombe[2]. Début de l’affaire du cimetière de Saint-Médard à Paris. La rumeur de miracles attire une foule de plus en plus importante, à la recherche de guérisons. Des phénomènes d’hystérie ont bientôt lieu, dans de telles proportions que l’ordre public est troublé.

- 7 juillet : suppression de l’impôt du cinquantième, malaisé à percevoir[3].
- 27 juillet : exil de François Poisson (père de Madame de Pompadour) compromis dans une affaire de créances fictives sur des achats de blé avec ses employés, les frères Paris, pendant la disette de 1725 (fin en 1735)[4].

- 14 août : naissance de Louise-Élisabeth de France et de Anne-Henriette de France, filles jumelles de Louis XV[5].
- 17 août : Germain-Louis Chauvelin (1685-1762) devient garde des sceaux et ministre des affaires étrangères le 23 août (fin le 20 février 1737)[6].

- 17 septembre : vendanges précoces consécutive à un été chaud[7].
- 20 septembre : condamnation et suspension de l’évêque de Senez Jean Soanen, sympathisant janséniste, par un concile provincial présidé par l’archevêque d’Embrun, Pierre de Tencin[8]. L’affaire Soanen entraîne le 30 octobre la « consultation » de cinquante avocats parisiens favorables au prélat déchu, suivie par la démarche d’une douzaine d’évêques, qui prétextent un motif de pure forme pour se solidariser de Soanen[9]. Une campagne de presse clandestine (les Nouvelles ecclésiastiques en 1728) est menée par les tenants du jansénisme. Fleury s’arrange pour dénoyauter l’épiscopat et les abbayes de leurs derniers titulaires jansénistes.